# Marco Tulio Ramírez Roa
Marco Tulio Ramírez Roa (* 23. Juni 1923 in Cordero, Táchira; † 26. Februar 1998 in San Cristóbal de Venezuela) war ein venezolanischer Geistlicher und römisch-katholischer Bischof von San Cristóbal de Venezuela.

## Leben
Marco Tulio Ramírez Roa empfing nach dem Studium der Katholischen Theologie und Philosophie am 25. Mai 1947 das Sakrament der Priesterweihe.
Am 31. März 1970 ernannte ihn Papst Paul VI. zum ersten Bischof von Cabimas. Der Bischof von San Cristóbal de Venezuela, Alejandro Fernández Feo-Tinoco, spendete ihm am 11. Juli desselben Jahres die Bischofsweihe; Mitkonsekratoren waren der Bischof von Barinas, Rafael Ángel González Ramírez, und der Erzbischof von Maracaibo, Domingo Roa Pérez. Am 26. Oktober 1984 ernannte ihn Papst Johannes Paul II. zum Bischof von San Cristóbal de Venezuela.